# Миссал

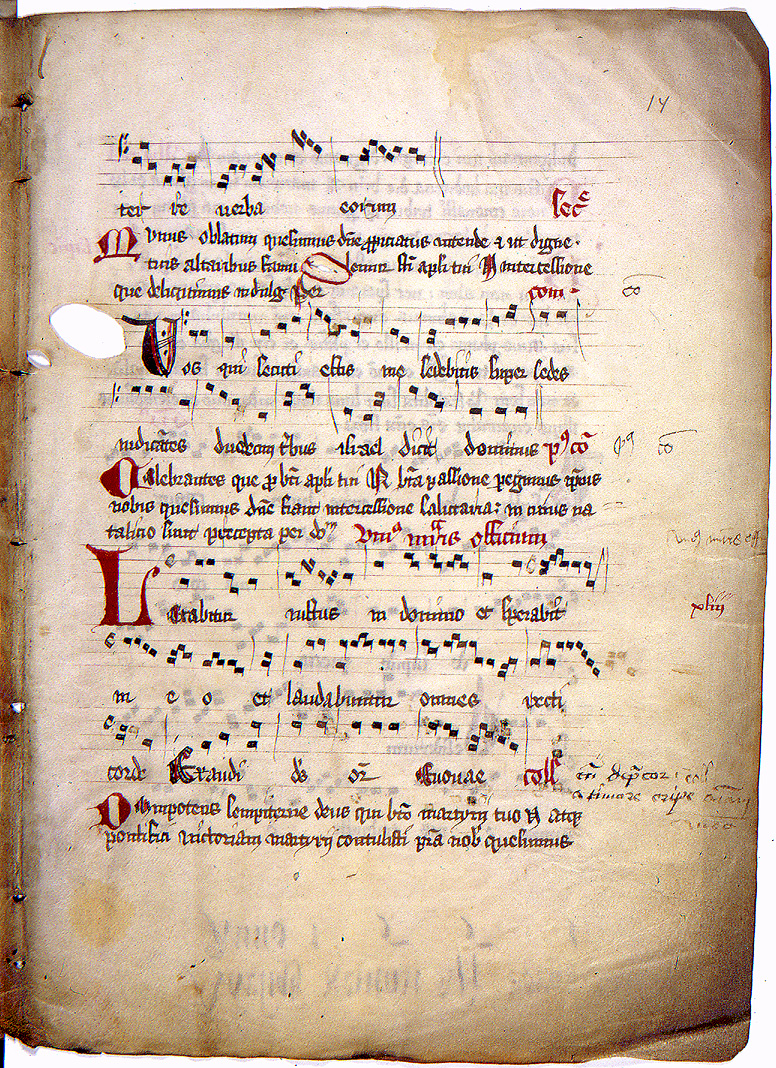
Рукопись миссала XV века

Мисса́л (ри́мский мисса́л, лат. Missale) в Римско-католической церкви — богослужебная книга, содержащая последования Мессы с сопутствующими текстами: уставными рубриками, переменными частями, календарём. Аналогичная по функции богослужебная книга для оффиция именуется бревиарием.

## История

### Возникновение миссала в Средние века
Вплоть до Раннего Средневековья, для совершение мессы требовалось наличие множества книг: сакраментарий с текстом евхаристического канона, сборник молитв, евангелиарий и эпистолярий с чтениями из Священного Писания, одна или несколько книг с текстами песнопений (Градуал или Антифонарий). Постепенно рукописи, содержащие эти книги, стали объединять в одну книгу, которая стала называться Missale plenum («Полное собрание текстов для мессы»).
До появления такого полного миссала местные (в епархиях, церковных областях, аббатствах) литургические книги варьировались в отдельных деталях, в частности, в организации санкторала, выбора песнопений, календаря. Эти вариации продолжились и после появления Missale plenum, хотя постепенно проявилась тенденция к унификации.
Появившиеся в XIII веке нищенствующие монашеские ордена доминиканцев и францисканцев адаптировали миссал для нужд своих апостольских странствий. В 1223 году святой Франциск Ассизский указал своим братьям использовать для адаптации тексты миссала, бывшие в употреблении в Римской курии. Папа Григорий IX предполагал этот миссал курии, адаптированный францисканцами, сделать общим для всей Латинской церкви, но эта идея не была осуществлена. Папа Николай III в 1277 году утвердил этот миссал для римской епархии. Благодаря францисканцам, способствовавшим распространению этого миссала, он постепенно распространился во многих областях. Изобретение в XV веке книгопечатания ускорило этот процесс, равно как и выход в 1474 году печатного издания Римского миссала.
С появлением книгопечатания стандартизация латинской литургии ускорилась. Тем не менее, местные церковные власти и редакторы печатных изданий включали в издаваемые ими миссалы некоторые местные особенности, характерные для их епархий, которые, к тому же, могли быть сомнительными с точки зрения вероучения.

### Миссал после Тридентского собора

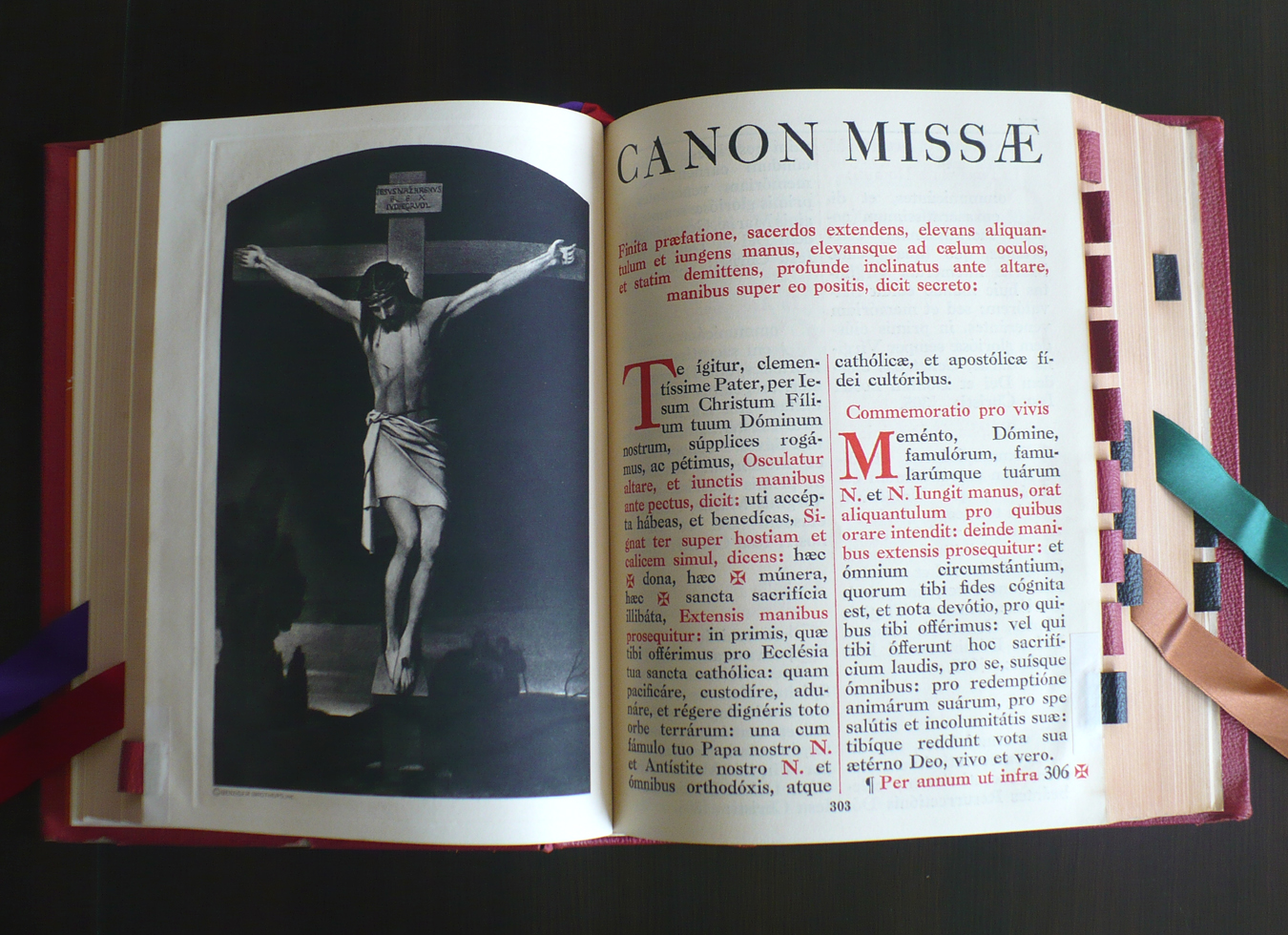
Последнее издание (1962) Римского (тридентского) миссала

Тридентский собор принял во внимание эту проблему и принял решение о необходимости утвердить единый текст миссала для всей Латинской церкви. Это было реализовано папой Пием V 14 июля 1570 года, когда была опубликована булла Quo Primum. Этим текстом миссал, использовавшийся папской курией, был объявлен обязательным для всей Латинской церкви за исключением тех областей и общин, которые могли доказать более, чем двухсотлетнюю давность своего обряда.
Булла Quo Primum в достаточно категоричной форме устанавливала этот новый миссал «навсегда», не предполагая внесения туда каких-либо изменений. Тем не менее, незначительные изменения не раз вносились последующими папами римскими, выпускавшими новые типовые издания (Editio typica, образцы, с которых должны были печататься все миссалы) этого миссала.
Папа Климент VIII опубликовал новое типовое издание миссала 7 июля 1604 года, где были сделаны некоторые изменения и дополнения (праздники святых, тексты propria).
Папа Урбан VIII опубликовал следующее типовое издание 2 сентября 1634 года.
В 1884 году папа Лев XIII опубликовал новое типовое издание, которое учло изменения, происшедшие после Урбана VIII.
Следующую редакцию миссала предпринял папа Пий X, эта работа была завершена и издание объявлено типовым уже его преемником Бенедиктом XV 25 июля 1920 года. Это издание включало несколько исправлений, изъятий и добавлений в тексты молитв, но основными изменениями были изменения в уставных рубриках. Эти изменения не были включены в прежний раздел, Rubricae generales, но составили отдельную главу, озаглавленную Additiones et variationes in rubricis Missalis.
Гораздо более ощутимыми были изменения, внесённые папой Пием XII, хотя они затронули всего четыре дня в году. Были отредактированы тексты Пасхального триденствия, в частности, изменено время совершения некоторых богослужений. Так, Пасхальное бдение теперь должно было совершаться вечером Великой субботы, а не утром, как прежде. Эти исправления потребовали даже изменений в каноническом праве, так как до этого, за исключением лишь полуночной мессы на Рождество, не допускалось совершения месс ранее, чем за час до рассвета и позже, чем через час после полудня. Эти изменения были сделаны в 1955 году. Пий XII также создал комиссию с целью пересмотра всех рубрик миссала.
Папа Иоанн XXIII выпустил в 1962 году новое типовое издание, содержавшее два заметных изменения, в число святых, упоминаемых в Римском каноне, был включён святой Иосиф, а из молитвы, читаемой в Великую пятницу, из прошения об иудеях был изъят эпитет perfidi («неверные»). Стоит отметить, что включение упоминания святого Иосифа было первым со времени миссала Пия V изменением текста Евхаристического канона; все, бывшие до этого изменения касались в основном сопутствующих текстов, но не затрагивали сам канон мессы. Кроме того, в это издание вошли новые, исправленные тексты рубрик, подготовленные комиссией, созданной Пием XII-м.

### Миссал после II Ватиканского Собора

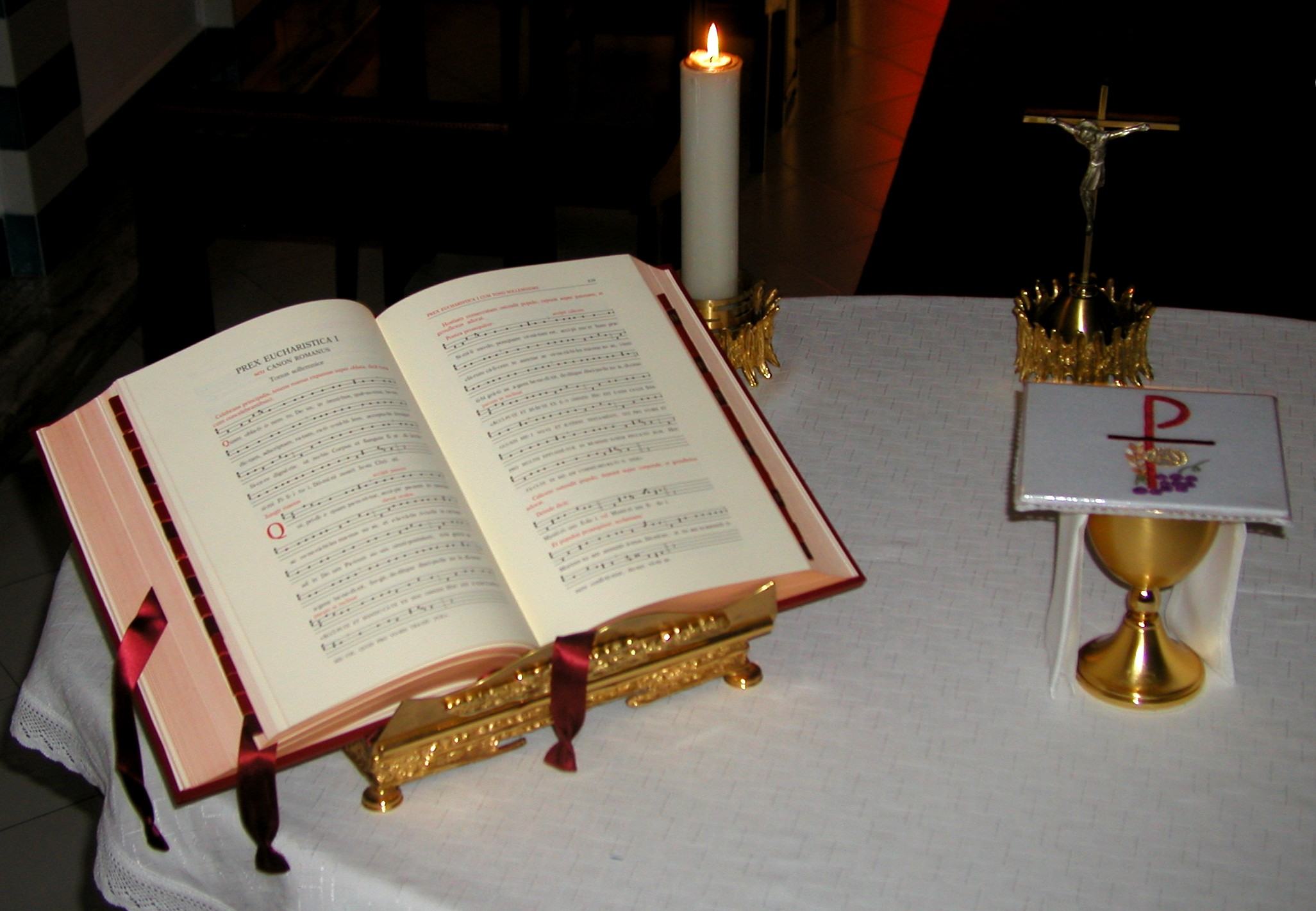
Последнее издание (2002) Римского миссала

Второй Ватиканский Собор проходил с 1962 по 1965 годы. На втором заседании собора, бывшем осенью 1963 года, отцы собора приняли апостольскую конституцию Sacrosanctum consilium, посвящённую богослужению. В этом тексте они, среди прочего, постановили опубликовать новый миссал, где бы, в частности, дозволялось служение мессы на национальных языках и восстанавливались некоторые древние обычаи, такие, как практика сослужения, или молитва верных. В 1965 году такой миссал был опубликован, но он затрагивал только последование мессы, упрощал и разрешал употребление местных языков в одной части чина (в частности, в начале мессы). Этот миссал 1965 года не был типовым изданием.
3 апреля 1969 года Апостольской конституцией Missale Romanum Павел VI ввёл новый, полностью переработанный чин мессы. 26 марта 1970 года Конгрегация Божественного культа опубликовала первое типовое издание нового миссала на латинском языке. Второе типовое издание вышло в 1975 году. В 2000 году папа Иоанн Павел II одобрил третье издание, которое вышло и было объявлено типовым в 2002 году.
Стоит, впрочем, заметить, что издание 2002 года ещё не переведено на все национальные языки, поэтому на практике во многих местах используются переводы прежнего издания, 1975 года. Поскольку в некоторых случаях эти переводы достаточно вольно обращаются с оригинальным текстом, Конгрегация Божественного культа в своей инструкции Liturgiam authenticam от 25 апреля 2001 года потребовала полного пересмотра переводов на национальные языки с тем, чтобы они «верно передавали» латинский текст.
16 ноября 2011 года в Москве был представлен «Римский Миссал Католической Церкви в России» — официальный перевод на русский язык 3-го типического издания Римского Миссала. Декрет архиепископа Павла Пецци предписывает его обязательное употребление на всей территории России, начиная с 1 воскресенья Адвента (27 ноября) 2011 года.

### Две формы римского обряда
В 2007 году папа Бенедикт XVI издал Апостольское послание motu proprio Summorum Pontificum. В этом послании папа римский значительно расширил возможности использования Римского Миссала, утверждённого Пием V и обновленного Иоанном XXIII в 1962 году. Бенедикт XVI заявил в своём motu proprio, что этот Миссал никогда не был формально отменён, и называл его «экстраординарным выражением lex orandi («закона молитвы») Католической церкви латинского обряда», наряду с ординарным выражением того же lex orandi, которым продолжает оставаться Миссал, изданный папой Павлом VI в ходе литургической реформы, третье типовое издание которого было утверждено Иоанном Павлом II в 2002 году. Согласно нормам, установленным настоящим посланием, любой католический священник латинского обряда был вправе использовать в приватной Мессе как тот, так и другой Миссал, не испрашивая для этого специального позволения у Апостольского престола или у своего Ординария. Епископы же и настоятели должны были идти навстречу группам верующих, желающих участвовать в Мессе по дореформенному обряду.
В 2021 году папа Франциск обнародовал motu proprio Traditionis custodes, отменившее данные его предшественником широкие возможности использования миссала 1962 года. Motu proprio объявляет литургические книги, изданные папами Павлом VI и Иоанном Павлом II «уникальным выражением lex orandi римского обряда», а разрешение на использование миссала 1962 года — исключительной компетенцией правящего епископа, осуществляемой после консультации со Святым Престолом.
Таким образом, в настоящее время существуют две легитимные версии Римского Миссала, не являющиеся, однако, равноправными — в подавляющем большинстве случаев используется типовое издание 2002 года, опубликованное папой Иоанном Павлом II и считающееся выражением lex orandi римского обряда, однако священники, имеющие специальное разрешение, могут для удовлетворения потребностей отдельных групп верующих использовать при совершении богослужения Миссал, утверждённый Иоанном XXIII в 1962 году (который мог использоваться и до 2007 года в «индультных» общинах, совершавших богослужение по дореформенному чину в соответствии с Motu proprio 1988 года Ecclesia Dei, а с 2007 по 2021 год — повсеместно).

## Структура римского миссала
Миссал издания 2002 года состоит из следующих частей:

### Вводная часть
- Decreta: Декрет, вышедший в Великий Четверг 2000 года, вводящий новое издание Миссала.
- Constitutio Apostolica Pauli p.p. VI Missale Romanum: Апостольская конституция папы Павла VI от 3 апреля 1969 года, вводящая в употребление новый чин мессы.
- Institutio generalis Missalis Romani: Общие наставления к Римскому Миссалу.
- Letterae Apostolicae motu proprio datae Pauli p.p. VI Mysterii paschalis: Motu proprio Павла VI о новом литургическом календаре.
- Normae universales de anno liturgico et de Calendario: Общие нормы литургического года и календаря.
- Calendarium romanum generale: Римский календарь.

### Temporale(Последование времени)
- Tempus Adventus (Время Адвента)
- Tempus Nativitatis (Рождественское время)
- Tempus Quadragesimæ (Великопостное время)
- Hebdomada Sancta (Страстная Неделя)
- Sacrum Triduum Paschale (Пасхальное Триденствие)
- Tempus Paschale (Пасхальное время)
- Tempus per annum — In Dominicis et feriis (Рядовое время, воскресные и будние дни)

### Ordo Missae(Последование мессы)
- Ritus initiales (Входные обряды)
- Liturgia verbi (Литургия слова)
- Liturgia eucharistica (Евхаристическая литургия)
- Praefationes (Префации)
- Preces eucharisticae (Евхаристические молитвы)
  - Prex eucharistica 1 seu Canon romanus (I Евхаристическая молитва, или Римский канон)
  - Prex eucharistica 2 (II Евхаристическая молитва)
  - Prex eucharistica 3 (III Евхаристическая молитва)
  - Prex eucharistica 4 (IV Евхаристическая молитва)
- Ritus communionis (Обряд Причащения)
- Ritus conclusionis (Завершающие обряды)

- - Benedictiones in fine missae et orationes super populum (Благословения в конце мессы и молитвы над народом)
  - Orationes super populum (Молитвы над народом)

- Appendix ad ordinem missae (Дополнения к чину мессы)

- - Prex eucharistica de reconciliatione 1 (Молитва евхаристическая «о примирении» 1)
  - Prex eucharistica de reconciliatione 2 (Молитва евхаристическая «о примирении» 2)
  - Prex eucharistica pro variis necessitatibus 1 (Молитва евхаристическая «о разных потребностях» 1)
  - Prex eucharistica pro variis necessitatibus 2 (Молитва евхаристическая «о разных потребностях» 2)
  - Prex eucharistica pro variis necessitatibus 3 (Молитва евхаристическая «о разных потребностях» 3)
  - Prex eucharistica pro variis necessitatibus 4 (Молитва евхаристическая «о разных потребностях» 4)

### Proprium de Sanctis(Последования святым)
- Messes propres des saints (Мессы святым)

### Communia(общие службы)
- Communia (общие службы)
  - Commune dedicationis ecclesiæ (Общая служба освящения церкви)
  - Commune Festorum Beata Mariæ Virgine (Общая служба праздникам Пресвятой Деве Марии)
  - Commune Martyrum (Общая служба мученикам)
  - Commune Pastorum (Общая служба пастырям)
  - Commune Doctorum Ecclesiæ (Общая служба учителям Церкви)
  - Commune Virginum (Общая служба девам)
  - Commune Sanctorum et Sanctarum (Общая служба святым)

- Missæ Rituales (Ритуальные мессы)
- Missæ et orationes pro variis necessitatibus vel ad diversa (Мессы и молитвы в различных нуждах)
- Missæ Votivæ (Вотивные мессы)
- Missæ Defunctorum (Мессы за усопших)

### Appendices(Приложения)
- Ordo ad faciendam et aspergendam aquam benedictam (Чин освящения святой воды и окропления ею)
- Ritus ad deputandum ministrum sacræ communionis ad actum distribuendat
- Ordo benedictionis calicis et patenæ intra Missam adhibendus (Чин благословения чаши и патены во время мессы)
- Specimina formularum pro oratione universali (Образцы формул для общих молитв)
- Preces eucharisticæ pro missis cum pueris (Евхаристические молитвы для детских месс)
  - Prex eucharistica 1 pro missis cum pueris (1 Евхаристическая молитва для детских месс)
  - Prex eucharistica 2 pro missis cum pueris (2 Евхаристическая молитва для детских месс)
  - Prex eucharistica 3 pro missis cum pueris (3 Евхаристическая молитва для детских месс)
- Preparatio ad Missam (Подготовка к мессе)
- Gratiarum actio post Missam (Благодарение после мессы)